# Wesenrein
Wesenrein (emitido también como Wesenrein en las ediciones en español) es el noveno episodio de la cuarta temporada de la serie de televisión estadounidense de drama-sobrenatural y policíaca Grimm. El guion principal del episodio fue escrito por Thomas Ian Griffith, mientras que la dirección general estuvo a cargo de Hanelle M. Culpepper. 
El episodio se transmitió originalmente el 16 de enero del año 2015 por la cadena de televisión NBC. En Hispanoamérica el episodio se estrenó el 2 de febrero por el canal Universal Channel, mientras que en España fue emitido por primera vez el 31 de julio por el canal Calle 13, siempre del mismo año.
Monroe es secuestrado por la Wesenrein, una organización terrorista que ataca a los wesens que no mantienen la "pureza wesen". Rosalee desesperada recurre a Nick y le pide que no actúe como policía sino como Grimm. A la investigación se suma el Sargento Wu, a quienes Nick y Hank finalmente le revelan que los monstruos que ha visto y lo pusieron al borde de la locura, son reales. Juliette sufre transformaciones en hexenbiest pero no puede recurrir a nadie debido a la emergencia que impone el secuestro de Monroe. Desde Viena, Viktor dispone que él y Adalind viajen a Portland para emprender la recuperación de la bebe Diana. 

## Título y epígrafe
El título "Wesenrein" se refiere al nombre alternativo conque se conoce a la organización secreta extremista wesen Secundum Naturae Ordinem Wesen. La palabra "wesenrein" fue creada por los guionistas de la serie, a partir de las palabras alemanas "wesen" y "rein" (pureza). Textualmente significa "Pureza Wesen". Pero "wesen" a su vez es una palabra con múltiples significados cercanos, como "ser", "esencia", "criatura" y "substancia", por lo que la expresión también significa "ser puro", "pura esencia", "criatura pura" y "substancia pura". En el episodio, los miembros de la Wesenrein acusan a Monroe de "impūrō", en latín, y se proponen "purificarlo". El nombre oficial de la organización también se vincula con el término, ya que significa en latín Según el Orden Natural Wesen o Según el Orden Natural Esencial.
El epígrafe del capítulo corresponde al último párrafo del cuento "Hermano y hermana" recopilado por los hermanos Grimm, ubicándolo como nº 11 del primer volumen de su célebre libro Cuentos de la infancia y del hogar (Kinder- und Hausmärchen) publicado en 1812, con sucesivas ediciones de los autores hasta 1857. La frase utilizada como epígrafe, sin embargo, no es textual de las traducciones al inglés más difundidas del cuento, como las de Margaret Hunt (1884), Lucy Crane (1886), Andrew Lang (1890), o D. L. Ashliman (1998).
La frase utilizada en el capítulo, con sus correspondientes versiones en español, dice:

Original en inglés
He had them brought before the court, and a judgment was handed down.
Versiones en español
HispanoaméricaÉl les llevó ante la corte y la justicia fue servida.
EspañaPidió que los llevaran ante el tribunal y se dictó sentencia.

Las principales traducciones del cuento traducen la frase del siguiente modo:

Inglés
* The King ordered both to be led before the judge, and judgment was delivered against them. (Hunt, 1884)
* The King had them both brought to judgment, and sentence was passed upon them. (Lucy Crane, 1886)
* The King had them both brought to judgment, and sentence was passed upon them. (Andrew Lang, 1890)
* The king ordered both to be brought before the court, and a judgment was pronounced against them.

A continuación de la frase elegida para obrar de epígrafe, el cuento incluye dos frases más en las que se relatan el terrible final de la bruja y su hija, y la recuperación del ciervo: 

Inglés
The king ordered both to be brought before the court, and a judgment was pronounced against them. The daughter was led into the woods where she was torn to pieces by wild animals, and the witch was thrown into a fire where she miserably burned to death. And as soon as she had burned to ashes, the deer was transformed, and he received his human form again. And the sister and the brother lived happily together until they died.
Español
El rey ordenó traer a ambas ante la corte y pronunció una sentencia de condena contra ellas. La hija fue llevada al bosque donde fue destrozada por animales salvajes, y la bruja fue arrojada al fuego donde ardió miserablemente hasta la muerte. Inmediatamente después de quedar reducida a cenizas, el venado se transformó y recuperó su forma humana. Y la hermana y el hermano vivieron felizmente juntos hasta su muerte.

## Argumento
Rosalee descubre que Monroe había sido secuestrado por la Wesenrein, una organización terrorista que ataca a los wesens que no mantienen la "pureza wesen", liderada por un tal Charlie. Desesperada recurre a Nick y le pide que no actúe como policía sino como Grimm. Monroe es encadenado en lo que parece ser una fábrica abandonada, donde es maltratado físicamente y tratado de "impūrō" (en latín en la versión original en inglés). Allí se encuentra con otro wesen secuestrado, que es llevado para ser juzgado por "el tribunal" (en la versión en inglés) y luego es atravesado por una gran estaca y quemado vivo.   
Mientras tanto, contra reloj, Nick y Hank comienzan a detener a sospechosos de formar parte de la Wesrein, para descubrir dónde tienen secuestrado a Monroe. A la investigación se suma el Sargento Wu, a quienes los dos detectives finalmente le revelan que los monstruos que ha visto y lo pusieron al borde de la locura, son reales. Ambos le muestran los libros y le cuentan que Nick es un grimm. El propio capitán Renard le confirma a Wu que él está también al tanto del mundo wesen y que debe colaborar con Nick y Hank; cuando Wu intenta saber si el Capitán es también un wesen, este lo interrumpe diciéndole que no quiera saber tanto. Al allanar la casa de uno de los terroristas, descubren que el oficial Jesse Acker -quien había sido asignado a proteger a Monroe y Rosalee-, es parte de la organización terrorista. Acker ha desaparecido, pero siguiendo sus pasos descubren que el líder de la Wesenrein es Charlie Riken. 
Mientras tanto Juliette sufre transformaciones en hexenbiest pero no puede recurrir a nadie debido a la emergencia que impone el secuestro de Monroe y acoge en su casa a Rosalee. Desde Viena, Viktor dispone que él y Adalind viajen a Portland para emprender la recuperación de la beba Dana.

## Elenco regular
- David Giuntoli como Nick Burkhardt.
- Russell Hornsby como Hank Griffin.
- Bitsie Tulloch como Juliette Silverton.
- Silas Weir Mitchell como Monroe.
- Sasha Roiz como el capitán Renard.
- Bree Turner como Rosalee Calvert.
- Claire Coffee como Adalind Schade.
- Reggie Lee como el sargento Wu.